# Mellan-Ivarstjärnen
Mellan-Ivarstjärnen är en sjö i Orsa kommun i Dalarna och ingår i Dalälvens huvudavrinningsområde. Sjön har en area på 0,0926 kvadratkilometer och ligger 276,2 meter över havet. Sjön avvattnas av vattendraget Ivarsån.

## Delavrinningsområde
Mellan-Ivarstjärnen ingår i det delavrinningsområde (680665-145285) som SMHI kallar för Mynnar i Nedre Ivarstjärnen. Medelhöjden är 406 meter över havet och ytan är 9,47 kvadratkilometer. Det finns ett avrinningsområde uppströms, och räknas det in blir den ackumulerade arean 20,07 kvadratkilometer. Ivarsån som avvattnar avrinningsområdet har biflödesordning 4, vilket innebär att vattnet flödar genom totalt 4 vattendrag innan det når havet efter 406 kilometer. Avrinningsområdet består mestadels av skog (94 procent). Avrinningsområdet har 0,16 kvadratkilometer vattenytor vilket ger det en sjöprocent på 1,7 procent.